# جوهانس أدريانوس فان دن بوش
جوهانس أدريانوس فـان دن بوش هو سياسي هولندي، ولد في 3 يناير 1813، وتوفي في 16 فبراير 1870. انتخب Minister of War (Netherlands) ‏.